# Maurus Friesenegger
Pater Maurus Friesenegger OSB (* 22. Februar 1589 in Dießen; † 11. Mai 1655 in Andechs) war Abt im bayerischen Kloster Andechs von 1640 bis 1655. Bekannt ist er auch als Verfasser eines Tagebuchs aus dem Dreißigjährigen Krieg.

## Leben
Friesenegger (Taufname: Matthäus) wurde 1589 als Sohn eines Bäckers in Dießen am Ammersee geboren. 1612 schloss er seine Gymnasialstudien am Jesuitengymnasium München (heute Wilhelmsgymnasium München) ab. Am 1. November 1614 legte er im Benediktinerkloster Heiligenberg, heute das Priorat Andechs, seine Profess ab. Nach Beendigung seiner Studien besorgte er zehn Jahre lang die Schule des kleinen Klosterseminars und wurde dann Novizenmeister. Von 1627 bis 1638 war er Pfarrvikar der bis heute von den Mönchen betreuten Pfarrei »St. Vitus« Erling (heute zu Andechs) und zugleich Subprior der Abtei. Am 28. September 1640 wurde er zum 16. Abt von Heiligenberg gewählt und am folgenden Tag konsekriert. Er blieb in diesem Amt bis zu seinem Tod am 11. Mai 1655.
Er setzte sich, wie auch schon sein Vorgänger Michael Einslins, für die Gegenreformation in der Oberpfalz ein und förderte die Benediktineruniversität Salzburg, die in enger Verbindung zum Kloster stand.

## Literarisches Werk
»Keine Tür, kein Schloss, kein Kasten, kein Schrank, der nicht zerbrochen war, alle Gänge, alle Zimmer, Refektorium, Dormitorium waren mit Menschen- und Pferde-Unrat, mit Gestank und Grausen […] angefüllt« (aus der Chronik)
Frieseneggers »Tractatus de viris religiosis Monte sancto Andechs pietate et doctrina illustrioribus«, eine Abhandlung über bedeutende Andechser Mönche, ist vermutlich beim Klosterbrand von 1669 vernichtet. Überliefert ist nur eine lateinische Chronik »Ephemerides Andecenses sive res gestae memoriae dignae de Monte sancto et Pago Erlingano congestae«, die 1649 fertiggestellt wurde. Friesenegger selbst hat sie unter dem Titel »Tagebuch von Erling, und Heiligenberg vom Jahre 1627–1648 inc.« gekürzt ins Deutsche übersetzt.
Das Tagebuch schildert die Geschehnisse der Kriegsjahre 1627 bis 1648 – in denen das Kloster und die umliegenden Ortschaften mehrfach besetzt, geplündert und vollkommen verwüstet wurde – aus der Sicht des Dorfes Erling bzw. des Klosters Heiligenberg. Es gehört zu den bedeutendsten autobiographischen Zeugnissen seiner Zeit.

## Ausgaben
- Franz Maria Ferchel (Hrsg.): Chronik von Erling und Heiligenberg während dem dreißigjährigen Kriege: nach dem Manuscript des damaligen Prälaten Maurus Friesenegger. – München 1833. (erste Ausgabe)
- Willibald Mathäser (Hrsg.): Maurus Friesenegger. Tagebuch aus dem 30jährigen Krieg. Hugendubel, München 1974. – Neuausgabe: Buch & Media, Januar 2007 – ISBN 3-86520-182-2.
- Maurus Friesenegger: Tagebuch aus dem 30jährigen Krieg. Allitera Verlag, Januar 2007, ISBN 978-3-86520-182-9.